# Silves
Silves (pronunțat Silvéș) este un oraș în Algarve, Portugalia. Este situat în apropierea râului roman peste Ribeira de Arade și de aceea controlează valea râului până la coastă.
Orașul a fost ocupat de musulmani în 713 și a devenit parte din Regatul Ummayad al Córdobei sub numele de Shilb. În secolul X, a devenit unul dintre cele mai importante orașe din Al-Andalus de vest. Silves și-a dobândit independența sub formă de taifa în 1027 în timpul domniei lui Ibne Mozaine și a fiului său, care a fost detronat în 1051 de Al-Mothadid, guvernatorul Sevilliei. Al-Muthamid, fiul lui Al-Mothadid și un faimos poet, a condus taifa Silves până în 1091. După cucerirea almoravidă, orașul a devenit Almohad în 1156. În 1189 Regele Sancho I al Portugaliei a cucerit orașul în timpul reconquistei, dar l-a pierdut din nou almohazilor.
Orașul a fost luat în final de la regele musulman Aben-Afan de către Paio Peres Correia, maestru al ordinului de Santiagi în 1242, după ce Alentejo și mare parte din coastă au fost recucerite de portughezi în 1238. Marea moschee a devenit o biserică (Cathedral Sé). În 1267, Algarve a fost incorporată în Regatul Portugaliei. În 1491 orașul a fost oferit Reginei Leonora de către Regele Joao.